# 長岡ナターシャ
長岡 ナターシャ（ながおか ナターシャ、Natascha Nagaoka、1979年3月25日 - ）は、NHKドイツ語会話に出演するドイツ語講師。
ドイツ・デュッセルドルフ近郊生まれ。父親はドイツ人、母親は日本人で、ドイツ語と日本語のバイリンガルである。ドイツのギムナジウムを卒業後、ドイツと日本で働く。2003年春に来日した。
東京ドイツ文化センター（ゲーテ・インスティテュート）ドイツ語講師。

## 出演
- NHKドイツ語会話(2004年)：アシスタント講師
- NHKドイツ語会話(2005年)：アシスタント
- NHKドイツ語会話(2006年)：インタビュアー
- NHKテレビでドイツ語(2008年)：インタビュアー（再放送）

| スタブアイコン | サブスタブ | この項目は、まだ閲覧者の調べものの参照としては役立たない、人物に関連した書きかけの項目です。この項目を加筆・訂正などしてくださる協力者を求めています（P:人物伝/PJ:人物伝）。 |